# Biville-la-Rivière
Biville-la-Rivière és un municipi francès situat al departament del Sena Marítim i a la regió de Normandia. L'any 2007 tenia 106 habitants.

## Demografia

### Població
El 2007 la població de fet de Biville-la-Rivière era de 106 persones. Hi havia 44 famílies de les quals 12 eren unipersonals (12 homes vivint sols), 8 parelles sense fills, 16 parelles amb fills i 8 famílies monoparentals amb fills.
La població ha evolucionat segons el següent gràfic:
Habitants censats

### Habitatges
El 2007 hi havia 52 habitatges, 44 eren l'habitatge principal de la família, 7 eren segones residències i 1 estava desocupat. Tots els 51 habitatges eren cases. Dels 44 habitatges principals, 33 estaven ocupats pels seus propietaris, 9 estaven llogats i ocupats pels llogaters i 2 estaven cedits a títol gratuït; 1 tenia una cambra, 5 en tenien tres, 15 en tenien quatre i 23 en tenien cinc o més. 33 habitatges disposaven pel capbaix d'una plaça de pàrquing. A 27 habitatges hi havia un automòbil i a 14 n'hi havia dos o més.

### Piràmide de població
La piràmide de població per edats i sexe el 2009 era:
| Homes | Edats   | Dones |
| ----- | ------- | ----- |
| 0     | 95 o +  | 4     |
| 0     | 90 a 94 | 0     |
| 0     | 85 a 89 | 0     |
| 0     | 80 a 84 | 0     |
| 0     | 75 a 79 | 0     |
| 4     | 70 a 74 | 4     |
| 4     | 65 a 69 | 4     |
| 0     | 60 a 64 | 4     |
| 0     | 55 a 59 | 4     |
| 4     | 50 a 54 | 0     |
| 4     | 45 a 49 | 4     |
| 0     | 40 a 44 | 0     |
| 0     | 35 a 39 | 4     |
| 8     | 30 a 34 | 0     |
| 4     | 25 a 29 | 4     |
| 0     | 20 a 24 | 4     |
| 0     | 15 a 19 | 4     |
| 4     | 10 a 14 | 8     |
| 0     | 5 a 9   | 4     |
| 4     | 0 a 4   | 0     |

## Economia
El 2007 la població en edat de treballar era de 70 persones, 51 eren actives i 19 eren inactives. De les 51 persones actives 48 estaven ocupades (25 homes i 23 dones) i 3 estaven aturades (1 home i 2 dones). De les 19 persones inactives 4 estaven jubilades, 7 estaven estudiant i 8 estaven classificades com a «altres inactius».
Activitats econòmiques
Dels 6 establiments que hi havia el 2007, 2 eren d'empreses de fabricació d'altres productes industrials, 3 d'empreses de comerç i reparació d'automòbils i 1 d'una empresa financera.

## Poblacions més properes
El següent diagrama mostra les poblacions més properes.